# 黑斑盖蛛
黑斑盖蛛（学名：Neriene nigripectoris）为皿蛛科盖蛛属的动物。分布于日本、朝鲜以及中国大陆的湖南、湖北、广西等地，常见于草丛和灌木丛。该物种的模式产地在日本。